# Доровлянка
Доровлянка (біл. Дараўлянка) — річка в Молодечненському і Воложинському районах Мінської області Білорусі, права притока річка Яршівка (басейн Німана).
Довжина річки 12 км. Площа водозбірного басейну 79 км². Середній нахил водної поверхні 1,4 м/км. Починається за 0,5 км на схід від села Єрмаки, тече по західній околиці Мінської височини, впадає в Яршівку за 2,5 км на північний схід від села Середнє Сяло.